# Orchestre de chambre de Lituanie
L'Orchestre de chambre de Lituanie (Lietuvos kamerinis orkestras, soit LKO en lituanien), aussi connu internationalement sous le nom de Lithuanian Chamber Orchestra (LCO), est un orchestre de chambre fondé en 1960 par Saulius Sondeckis, basé à Vilnius.

## Historique
Fondé en 1960 par Saulius Sondeckis, l'orchestre réunit à l'origine de jeunes musiciens diplômés du Conservatoire d'État de Lituanie.
L'orchestre est le premier en U.R.S.S. à avoir donné l'intégrale des concertos pour clavier de Bach (avec Tatiana Nikolaïeva en soliste).
Depuis 2009, le directeur musical de l'ensemble est Sergueï Krylov.

## Directeurs musicaux
Comme directeurs musicaux, se sont succédé :
- Saulius Sondeckis (1960-2004)
- Sergueï Krylov (depuis 2009)

## Créations
L'orchestre a créé plus de 150 partitions, dont des œuvres d'Edison Denisov, Romuald Kalsons, Sergueï Slonimski et Raimo Kangro, ainsi que :
- Onutė Narbutaitė, Concerto de chambre (1992) ;
- Arvo Pärt, Orient and Occident (2000) ;
- Alfred Schnittke :
  - Concerto grosso no 1 ;
  - Concerto grosso no 3 (1985).

## Discographie sélective
- Œuvres d'Antonín Dvořák sur le disque The Romantic Works for Cello chez X5 Music Group (2008)
- Œuvres de Sergueï Rachmaninov et Nikolaï Rimski-Korsakov sur le disque Romantic Music for Cello & Orchestra chez Naxos (2000)
- Trisagion d'Arvo Pärt sur le disque Litany chez ECM (1996)
- Tabula Rasa d'Arvo Pärt sur le disque Tabula Rasa chez ECM (1984)